# Leichtathletik-Afrikameisterschaften 2000
Die 12. Leichtathletik-Afrikameisterschaften fand vom 12. bis 15. August 2000 im Stade 5 Juillet 1962 in der algerischen Hauptstadt Algier statt.
Wettbewerbe wurden in 22 Disziplinen für Männer und 21 Disziplinen für Frauen ausgetragen. Für den 3000-Meter-Hindernislauf der Männer gab es keine entsprechenden Wettkampf für die Frauen. Im Vergleich zu den vorangegangenen Afrikameisterschaften ersetzte bei den Frauen ein 10-km-Straßenrennen die 5000-Meter-Bahndistanz im Gehen, und sie wurden erstmals zum Stabhochsprung zugelassen. Bei Männern und Frauen wurde der 10.000-Meter-Lauf wieder in das Programm aufgenommen und der 3000-Meter-Lauf gestrichen.
Mit 411 Athleten aus 43 Ländern wurde ein neuer Teilnehmerrekord für Afrikameisterschaften aufgestellt. Sieben Athleten gelang in Algier die Titelverteidigung in ihrer Disziplin: Glory Alozie (NGR, 100-Meter-Hürdenlauf), Caroline Fournier (MRI, Hammerwurf), Hatem Ghoula (TUN, 20 km Gehen), Abderrahmane Hammad (ALG, Hochsprung), Andrew Owusu (GHA, Dreisprung) Baya Rahouli (ALG, Dreisprung) und Rédouane Youcef (ALG, Zehnkampf). Die erfolgreichsten Athleten mit jeweils zwei Goldmedaillen waren der Ghanaer Abdul Aziz Zakari und die Kamerunerin Myriam Léonie Mani, die beide ihre Rennen über 100 und 200 Meter gewannen.

## Resultate

### 100 m
| Platz | Athlet            | Land | Zeit (s) |
| ----- | ----------------- | ---- | -------- |
| 1     | Abdul Aziz Zakari | GHA  | 10,13    |
| 2     | Stéphan Buckland  | MRI  | 10,20    |
| 3     | Kenneth Andam     | GHA  | 10,33    |

(Wind: −0,9 m/s)
| Platz | Athlet             | Land | Zeit (s) |
| ----- | ------------------ | ---- | -------- |
| 1     | Myriam Léonie Mani | CMR  | 11,21    |
| 2     | Aïda Diop          | SEN  | 11,46    |
| 3     | Monica Twum        | GHA  | 11,47    |

(Wind: −0,6 m/s)

### 200 m
| Platz | Athlet            | Land | Zeit (s) |
| ----- | ----------------- | ---- | -------- |
| 1     | Abdul Aziz Zakari | GHA  | 20,23    |
| 2     | Joseph Batangdon  | CMR  | 20,31    |
| 3     | Oumar Loum        | SEN  | 20,76    |

(Wind: +0,2 m/s)
| Platz | Athlet             | Land | Zeit (s) |
| ----- | ------------------ | ---- | -------- |
| 1     | Myriam Léonie Mani | CMR  | 22,54    |
| 2     | Aïda Diop          | SEN  | 23,01    |
| 3     | Fatima Yusuf       | NGR  | 23,27    |

(Wind: +0,4 m/s)

### 400 m
| Platz | Athlet         | Land | Zeit (s) |
| ----- | -------------- | ---- | -------- |
| 1     | Éric Milazar   | MRI  | 45,62    |
| 2     | Malik Louahla  | ALG  | 45,78    |
| 3     | Sofiane Labidi | TUN  | 45,81    |

| Platz | Athlet           | Land | Zeit (s) |
| ----- | ---------------- | ---- | -------- |
| 1     | Claudine Komgang | CMR  | 51,35    |
| 2     | Mireille Nguimgo | CMR  | 51,81    |
| 3     | Kaltouma Nadjina | CHA  | 52,27    |

### 800 m
| Platz | Athlet             | Land | Zeit (min) |
| ----- | ------------------ | ---- | ---------- |
| 1     | Djabir Saïd Guerni | ALG  | 1:45,88    |
| 2     | Mbulaeni Mulaudzi  | RSA  | 1:46,28    |
| 3     | Mouhssin Chehibi   | MAR  | 1:46,47    |

| Platz | Athlet              | Land | Zeit (min) |
| ----- | ------------------- | ---- | ---------- |
| 1     | Hasna Benhassi      | MAR  | 1:59,01    |
| 2     | Nouria Mérah-Benida | ALG  | 1:59,73    |
| 3     | Gladys Wamuyu       | KEN  | 2:00,32    |

### 1500 m
| Platz | Athlet         | Land | Zeit (min) |
| ----- | -------------- | ---- | ---------- |
| 1     | Youssef Baba   | MAR  | 3:42,07    |
| 2     | Adil Kaouch    | MAR  | 3:42,53    |
| 3     | Mohamed Khaldi | ALG  | 3:42,77    |

| Platz | Athlet              | Land | Zeit (min) |
| ----- | ------------------- | ---- | ---------- |
| 1     | Nouria Mérah-Benida | ALG  | 4:16,14    |
| 2     | Gladys Wamuyu       | KEN  | 4:16,56    |
| 3     | Berhane Herpassa    | ETH  | 4:16,87    |

### 5000 m
| Platz | Athlet                | Land | Zeit (min)   |
| ----- | --------------------- | ---- | ------------ |
| 1     | Ali Saïdi-Sief        | ALG  | 13:26,86     |
| 2     | Saïd Bérioui          | MAR  | 13:31,75     |
| 3     | Mohamed Saïd El Wardi | MAR  | 13:30,01 (?) |

| Platz | Athletin        | Land | Zeit (min)    |
| ----- | --------------- | ---- | ------------- |
| 1     | Asmae Leghzaoui | MAR  | 15:43,46 (CR) |
| 2     | Meseret Defar   | ETH  | 15:49,86      |
| 3     | Merima Denboba  | ETH  | 15:53,68      |

### 10.000 m
| Platz | Athlet         | Land | Zeit (min) |
| ----- | -------------- | ---- | ---------- |
| 1     | Abraha Hadush  | ETH  | 28:40,51   |
| 2     | Dejene Berhanu | ETH  | 28:41,11   |
| 3     | Kamel Kohil    | ALG  | 28:48,98   |

| Platz | Athletin        | Land | Zeit (min) |
| ----- | --------------- | ---- | ---------- |
| 1     | Souad Aït Salem | ALG  | 34:02,28   |
| 2     | Genet Teka      | ETH  | 34:05,18   |
| 3     | Bouchra Chaâbi  | MAR  | 34:08,79   |

### 110 m/100 m Hürden
| Platz | Athlet                       | Land | Zeit (s) |
| ----- | ---------------------------- | ---- | -------- |
| 1     | Joseph-Berlioz Randriamihaja | MAD  | 13,99    |
| 2     | Doudou Félou Sow             | SEN  | 14,38    |
| 3     | Toufik Dahmani               | ALG  | 15,10    |

(Wind: −0,3 m/s)
| Platz | Athletin              | Land | Zeit (s) |
| ----- | --------------------- | ---- | -------- |
| 1     | Glory Alozie          | NGR  | 13,09    |
| 2     | Rosa Rakotozafy       | MAD  | 13,21    |
| 3     | Maria-Joëlle Conjungo | CAF  | 13,77    |

(Wind: +0,1 m/s)

### 400 m Hürden
| Platz | Athlet                | Land | Zeit (s) |
| ----- | --------------------- | ---- | -------- |
| 1     | Sylvester Omodiale    | NGR  | 49,81    |
| 2     | Jean-Dominique Dième  | SEN  | 50,29    |
| 3     | Yvon Rakotoarimiandry | MAD  | 50,39    |

| Platz | Athletin         | Land | Zeit (s) |
| ----- | ---------------- | ---- | -------- |
| 1     | Mame Tacko Diouf | SEN  | 57,48    |
| 2     | Gnima Touré      | SEN  | 58,96    |
| 3     | Nabila Jami      | MAR  | 62,54    |

### 3000 m Hindernis
| Platz | Athlet         | Land | Zeit (min) |
| ----- | -------------- | ---- | ---------- |
| 1     | Lofti Turki    | TUN  | 8:33,29    |
| 2     | Laïd Bessou    | ALG  | 8:35,89    |
| 3     | David Chepkisa | KEN  | 8:39,00    |

### 4 × 100 m Staffel
| Platz | Land      | Zeit (s) |
| ----- | --------- | -------- |
| 1     | Ghana     | 39,90    |
| 2     | Mauritius | 40,07    |
| 3     | Gabun     | 40,53    |

| Platz | Land    | Zeit (s) |
| ----- | ------- | -------- |
| 1     | Ghana   | 43,99    |
| 2     | Senegal | 44,62    |
| 3     | Kamerun | 46,97    |

### 4 × 400 m Staffel
| Platz | Land     | Zeit (min) |
| ----- | -------- | ---------- |
| 1     | Algerien | 3:05,45    |
| 2     | Botswana | 3:06,07    |
| 3     | Senegal  | 3:06,53    |

| Platz | Land     | Zeit (min) |
| ----- | -------- | ---------- |
| 1     | Kamerun  | 3:32,98    |
| 2     | Marokko  | 3:42,91    |
| 3     | Algerien | 3:51,01    |

### 20 km/10 km Gehen
| Platz | Athlet          | Land | Zeit (h)     |
| ----- | --------------- | ---- | ------------ |
| 1     | Hatem Goula     | TUN  | 1:25:38 (CR) |
| 2     | Moussa Aouanouk | ALG  | 1:25:42      |
| 3     | Merzak Abbès    | ALG  | 1:32:37      |

| Platz | Athletin          | Land | Zeit (min) |
| ----- | ----------------- | ---- | ---------- |
| 1     | Bahia Boussad     | ALG  | 49:33 (CR) |
| 2     | Nagwa Ibrahim Ali | EGY  | 50:15      |
| 3     | Dounia Kara       | ALG  | 50:55      |

### Hochsprung
| Platz | Athlet              | Land | Höhe (m)  |
| ----- | ------------------- | ---- | --------- |
| 1     | Abderrahmane Hammad | ALG  | 2,34 (CR) |
| 2     | Malcolm Hendriks    | RSA  | 2,20      |
| 3     | Eugène Ernesta      | SEY  | 2,20      |

| Platz | Athlet           | Land | Höhe (m) |
| ----- | ---------------- | ---- | -------- |
| 1     | Hind Bounouar    | MAR  | 1,75     |
| 2     | Amina Lemgherbi  | ALG  | 1,70     |
| 3     | Hamida Benhocine | ALG  | 1,70     |

### Stabhochsprung
| Platz | Athlet           | Land | Höhe (m) |
| ----- | ---------------- | ---- | -------- |
| 1     | Rafik Mefti      | ALG  | 5,00 m   |
| 2     | Karim Sène       | SEN  | 4,80 m   |
| 3     | Mohamed Benyahia | ALG  | 4,65     |

| Platz | Athletin           | Land | Höhe (m)  |
| ----- | ------------------ | ---- | --------- |
| 1     | Syrine Balti       | TUN  | 3,85 (CR) |
| 2     | Annelie van Wyk    | RSA  | 3,80      |
| 3     | Rasha Abdel Khalek | EGY  | 3,10      |

### Weitsprung
| Platz | Athlet             | Land | Weite (m) |
| ----- | ------------------ | ---- | --------- |
| 1     | Younès Moudrik     | MAR  | 8,34 (CR) |
| 2     | Hatem Mersal       | EGY  | 7,90      |
| 3     | Mehdi El Ghazouani | MAR  | 7,88      |

| Platz | Athletin     | Land | Weite (m) |
| ----- | ------------ | ---- | --------- |
| 1     | Kéné Ndoye   | SEN  | 6,39      |
| 2     | Elisa Cossa  | MOZ  | 6,20      |
| 3     | Béryl Laramé | SEY  | 6,18      |

### Dreisprung
| Platz | Athlet         | Land | Weite (m) |
| ----- | -------------- | ---- | --------- |
| 1     | Andrew Owusu   | GHA  | 16,69     |
| 2     | Samuel Okantey | GHA  | 16,69     |
| 3     | Olivier Sanou  | BUR  | 16,31     |

| Platz | Athletin               | Land | Weite (m)  |
| ----- | ---------------------- | ---- | ---------- |
| 1     | Baya Rahouli           | ALG  | 14,23 (CR) |
| 2     | Françoise Mbango Etone | CMR  | 13,87      |
| 3     | Kéné Ndoye             | SEN  | 13,81      |

### Kugelstoßen
| Platz | Athlet         | Land | Weite (m) |
| ----- | -------------- | ---- | --------- |
| 1     | Chima Ugwu     | NGR  | 19,02     |
| 2     | John Sullivan  | RSA  | 17,46     |
| 3     | Hicham Aït Aha | MAR  | 16,91     |

| Platz | Athletin              | Land | Weite (m)  |
| ----- | --------------------- | ---- | ---------- |
| 1     | Hanaa Salah el-Melegi | EGY  | 16,01 (CR) |
| 2     | Amel Ben Khaled       | TUN  | 15,39      |
| 3     | Hanan Ahmed Khaled    | EGY  | 14,97      |

### Diskuswurf
| Platz | Athlet           | Land | Weite (m) |
| ----- | ---------------- | ---- | --------- |
| 1     | Frits Potgieter  | RSA  | 60,35     |
| 2     | Mickaël Conjungo | CAF  | 59,58     |
| 3     | Chima Ugwu       | NGR  | 57,91     |

| Platz | Athletin             | Land | Weite (m)  |
| ----- | -------------------- | ---- | ---------- |
| 1     | Monia Kari           | TUN  | 58,46 (CR) |
| 2     | Ndoumbé Gaye         | SEN  | 50,81      |
| 3     | Felicia Nkiru Ojiego | NGR  | 49,65      |

### Hammerwurf
| Platz | Athlet                     | Land | Weite (m) |
| ----- | -------------------------- | ---- | --------- |
| 1     | Samir Haouam               | ALG  | 69,38     |
| 2     | Mohamed Karim Horchani     | TUN  | 63,68     |
| 3     | Yamen Hussein Abdel Moneim | EGY  | 63,71 (?) |

| Platz | Athletin            | Land | Weite (m)  |
| ----- | ------------------- | ---- | ---------- |
| 1     | Caroline Fournier   | MRI  | 59,60 (CR) |
| 2     | Marwa Ahmed Hussein | EGY  | 57,15      |
| 3     | Djida Yalloulène    | ALG  | 49,72      |

### Speerwurf
| Platz | Athlet                   | Land | Weite (m) |
| ----- | ------------------------ | ---- | --------- |
| 1     | Maher Ridane             | TUN  | 72,51     |
| 2     | Khaled Es Sayed Yassin   | EGY  | 72,01     |
| 3     | Walid Abderrazak Mohamed | EGY  | 71,67     |

| Platz | Athletin              | Land | Weite (m)  |
| ----- | --------------------- | ---- | ---------- |
| 1     | Aïda Sellam           | TUN  | 53,35 (CR) |
| 2     | Lindy Leveaux         | SEY  | 50,88      |
| 3     | Hanaa Salah El Melegi | EGY  | 42,31      |

### Zehnkampf/Siebenkampf
| Platz | Athlet          | Land | Punkte |
| ----- | --------------- | ---- | ------ |
| 1     | Rédouane Youcef | ALG  | 7129   |
| 2     | Mada Ndiaye     | SEN  | 6981   |
| 3     | Adil Chakri     | MAR  | 6715   |

| Platz | Athletin        | Land | Punkte |
| ----- | --------------- | ---- | ------ |
| 1     | Yasmina Kettab  | ALG  | 5837   |
| 2     | Maralize Fouché | RSA  | 5726   |
| 3     | Patience Itanyi | NGR  | 5611   |

## Medaillenspiegel
| Medaillenspiegel Endstand nach 43 Entscheidungen | Medaillenspiegel Endstand nach 43 Entscheidungen | Medaillenspiegel Endstand nach 43 Entscheidungen | Medaillenspiegel Endstand nach 43 Entscheidungen | Medaillenspiegel Endstand nach 43 Entscheidungen | Medaillenspiegel Endstand nach 43 Entscheidungen |
| Platz                                            | Land                                             | Gold                                             | Silber                                           | Bronze                                           | Gesamt                                           |
| ------------------------------------------------ | ------------------------------------------------ | ------------------------------------------------ | ------------------------------------------------ | ------------------------------------------------ | ------------------------------------------------ |
| 1                                                | Algerien                                         | 12                                               | 5                                                | 9                                                | 26                                               |
| 2                                                | Tunesien                                         | 6                                                | 2                                                | 1                                                | 9                                                |
| 3                                                | Marokko                                          | 5                                                | 3                                                | 7                                                | 15                                               |
| 4                                                | Ghana                                            | 5                                                | 1                                                | 2                                                | 8                                                |
| 5                                                | Kamerun                                          | 4                                                | 3                                                | 1                                                | 8                                                |
| 6                                                | Nigeria                                          | 3                                                | -                                                | 4                                                | 7                                                |
| 7                                                | Senegal                                          | 2                                                | 9                                                | 3                                                | 14                                               |
| 8                                                | Mauritius                                        | 2                                                | 2                                                | -                                                | 4                                                |
| 9                                                | Südafrika                                        | 1                                                | 5                                                | -                                                | 6                                                |
| 10                                               | Ägypten                                          | 1                                                | 4                                                | 5                                                | 10                                               |
| 11                                               | Äthiopien                                        | 1                                                | 3                                                | 2                                                | 6                                                |
| 12                                               | Madagaskar                                       | 1                                                | 1                                                | 1                                                | 3                                                |
| 13                                               | Kenia                                            | -                                                | 1                                                | 2                                                | 3                                                |
| 13                                               | Seychellen                                       | -                                                | 1                                                | 2                                                | 3                                                |
| 15                                               | Zentralafrikanische Republik                     | -                                                | 1                                                | 1                                                | 2                                                |
| 16                                               | Botswana                                         | -                                                | 1                                                | -                                                | 1                                                |
| 16                                               | Mosambik                                         | -                                                | 1                                                | -                                                | 1                                                |
| 18                                               | Burkina Faso                                     | -                                                | -                                                | 1                                                | 1                                                |
| 18                                               | Gabun                                            | -                                                | -                                                | 1                                                | 1                                                |
| 18                                               | Tschad                                           | -                                                | -                                                | 1                                                | 1                                                |